# Patrick McCourt
Patrick McCourt (Derry, Irlanda del Norte, Reino Unido, 16 de diciembre de 1983) es un futbolista norirlandés. Juega de centrocampista y su equipo actual es el Luton Town.

## Biografía
Patrick McCourt, también conocido como Paddy o Pat McCourt, actúa de como extremo por ambas bandas. Empezó su carrera futbolística en las categorías inferiores en un equipo de su ciudad natal, el Foyle Harps YFC. A los pocos años el Rochdale F.C. inglés se fija en él y lo contrata para militar en la catera del club. Con este equipo debuta como profesional en 2001 contra el Kidderminster Harriers FC. Esa misma temporada se convierte en un fijo en las alineaciones y disputa un total de 29 partidos. En 2004 McCourt empezó a perder ritmo de juego y forma física. Eso, unido a un par de lesiones que le apartaron unas semanas de los terrenos de juego, provocó su salida del club en febrero de 2005 para irse a jugar al Shamrock Rovers FC irlandés hasta final de temporada. Allí Patrick McCourt realizó un gran trabajo y fue elegido mejor jugador joven del año de la FAI Premier Division.
Después volvió a su ciudad para fichar por el Derry City FC, equipo que pagó por él 75000 euros. Este club aunque es de Irlanda del Norte compite en los torneos de Irlanda. Con este equipo gana la Copa y la Copa de la Liga de Irlanda en su primera temporada. Al año siguiente vuelve a procamarse campeón de la Copa de la Liga.
El 19 de junio de 2008 firma un contrato con su actual club, el Celtic de Glasgow escocés, equipo que tuvo que realizar un desembolso de 270000 euros para poder hacerse con sus servicios. Debutó con el Celtic el 25 de octubre en la victoria por cuatro a dos contra el Hibernian.

## Selección nacional
Ha sido internacional con la Selección de fútbol de Irlanda del Norte en 1 ocasión.

## Clubes
| Club                     | País              | Año           |
| ------------------------ | ----------------- | ------------- |
| Rochdale F.C.            | Inglaterra        | 2001-2005     |
| Shamrock Rovers FC       | Irlanda           | 2005          |
| Derry City Football Club | Irlanda del Norte | 2005-2008     |
| Celtic Football Club     | Escocia           | 2008-2013     |
| Barnsley FC              | Inglaterra        | 2013-2014     |
| Brighton & Hove Albion   | Inglaterra        | 2014-2015     |
| Notts County (cedido)    | Inglaterra        | 2015          |
| Luton Town               | Inglaterra        | 2015-presente |

## Títulos
- 1 Copa de Irlanda (Derry City FC, 2006)
- 2 Copas de la Liga de Irlanda (Derry City FC, 2006 y 2007)
- 1 Liga de Escocia (Celtic FC, 2008)